# Brussels Philharmonic
La Brussels Philharmonic, conosciuta precedentemente come BRT Philharmonic Orchestra e poi come Vlaams Radio Orkest ("Orchestra Radiofonica delle Fiandre"), è un'orchestra belga con sede a Bruxelles. Era l'orchestra dell'emittente pubblica in lingua olandese BRTN (l'attuale VRT) ed è attualmente un'istituzione della Comunità fiamminga del Belgio.

## Storia
L'orchestra è stata fondata nel 1935 come ensemble per la pubblica trasmissione dell'NIR, con il nome di Groot symfonie-Orkest. Nel 1998 diviene un organismo indipendente con il nome di Vlaams Radio Orkest (Orchestra Radiofonica Fiamminga). Dal 2008, il suo nuovo nome “Brussels Philharmonic – l'orchestra delle Fiandre” evidenzia lo stretto legame con la città natale, Bruxelles.
Il repertorio consiste principalmente di brani sinfonici rinomati, ma l'Orchestra cerca di includere anche altri generi musicali e di collaborare con altre discipline. Inoltre, l'Orchestra suona musica classica contemporanea e colonne sonore. È conosciuta a livello internazionale per le colonne sonore dei film pluri-premiati The Artist e The Aviator.

## Sale da concerto
Dal 2005, la sede dell'Orchestra è lo Studio 4 del centro culturale Maison de la Radio di Flagey, a Brussels, restaurato alla sua condizione originale. L'Orchestra suona principalmente a Flagey, ma partecipa anche con un ciclo di concerti alla stagione del Centro per le Belle Arti BOZAR. I concerti vengono spesso registrati dal canale radiofonico Klara. Dal 2000, la Filarmonica è partner ufficiale del Film Festival Ghent.
La Brussels Philharmonic suona regolarmente nelle capitali europee. È l'orchestra in residenza presso la Cité de la Musique di Parigi e tiene annualmente concerti al Concertgebouw di Amsterdam e alla Cadogan Hall di Londra. È partner regolare del Festival Musica di Strasburgo e del Festival di Besançon. Inoltre, i tour europei sono frequenti (Germania, Austria, Gran Bretagna, Italia) ed ha suonato su palchi prestigiosi a Salisburgo, Vienna e Berlino.

## Direttori musicali
- Fernand Terby (1978-1988)
- Alexander Rahbari (1988-1996)
- Frank Shipway (1996-2001)
- Yoel Levi (2001-2008)
- Michel Tabachnik (2008-2015)
- Stéphane Denève (2015-2022)
- Kazushi Ono (2022-presente)

## Premi e riconoscimenti
Academy Awards
- 2012 - "Oscar alla migliore colonna sonora" - Ludovic Bource, The Artist (Sony Classical, 2011)

British Academy Film Awards
- 2012 – "BAFTA alla migliore colonna sonora" – Ludovic Bource, The Artist (Sony Classical, 2011)

Premio César
- 2012 - "Premio César per la migliore musica da film" - Ludovic Bource, The Artist (Sony Classical, 2011)

European Film Awards
- 2011 - "European Film Awards per la miglior colonna sonora" - Ludovic Bource, The Artist (Sony Classical, 2011)

Golden Globe
- 2005 - "Golden Globe per la migliore colonna sonora originale" - Howard Shore, The Aviator (Decca Records, 2005)
- 2012 - "Golden Globe per la migliore colonna sonora originale" - Ludovic Bource, The Artist (Sony Classical, 2011)

### Nomination
Premio Emmy
- 2013 - "Miglior composizione musicale per una miniserie, film o speciale" - Dirk Brossé, Parade's End

## CD e registrazioni

### Brussels Philharmonic Recordings
Dal 2011, la Brussels Philharmonic produce CD e registrazioni con l'etichetta di proprietà, Brussels Philharmonic Recordings.
- 1. Debussy - La Mer | Brussels Philharmonic & het Vlaams Radio Koor diretti da Michel Tabachnik, (Brussels Philharmonic Recordings, Marzo 2011)
- 2. Dvorák - Dal nuovo mondo | Brussels Philharmonic & Michel Tabachnik, (Brussels Philharmonic Recordings, febbraio 2012)
- 3. Čajkovskij - Sinfonia Patetica  | Brussels Philharmonic & Michel Tabachnik, (Brussels Philharmonic Recordings, settembre 2012)
- 4. Stravinskij - La sagra della primavera | Brussels Philharmonic & Michel Tabachnik, (Brussels Philharmonic Recordings, gennaio 2013)

Inoltre, esistono registrazioni effettuate per Radio Klara e per il Centro per la musica romantica francese, Palazzetto Bru Zane

### Deutsche Grammophon
- Pour sortir au jour - Guillaume Connesson | Mathieu Dufour & Brussels Philharmonic diretti da Stéphane Denève, 2016
- Prokofiev: Romantic Suites | Brussels Philharmonic diretti da Stéphane Denève, 2017
- Lost Horizon - Guillaume Connesson | Renaud Capuçon & Timothy McAllister & Brussels Philharmonic diretti da Stéphane Denève, 2019
- Voice of Hope - Fazil Say | Camille Thomas & Brussels Philharmonic diretti da Stéphane Denève, 2020

### Warner Classics
- Harp Concertos - Glière-Jongen-Rodrigo | Anneleen Lenaerts  & Brussels Philharmonic diretti da Michel Tabachnik, 2015
- Concertos for Bandoneon & Accordion - Piazzolla/Galliano | Gwen Cresens & Brussels Philharmonic diretti da Diego Matheuz, 2018
- Cinema | Renaud Capuçon & Brussels Philharmonic diretti da Stéphane Denève
- Nino Rota - Works for Harp | Anneleen Lenaerts & Emmanuel Pahud & Brussels Philharmonic diretti da Adrien Perruchon, 2019

### Evil Penguin Records
- Ein Deutsches Requiem - Johannes Brahms | Vlaams Radiokoor & Brussels Philharmonic diretti da Hervé Niquet, 2015
- Requiem - Gabriel Faure | Vlaams Radiokoor & Brussels Philharmonic diretti da Hervé Niquet, 2015
- Stabat Mater & Requiem - Francis Poulenc & Alfred Desencos | Vlaams Radiokoor & Brussels Philharmonic diretti da Hervé Niquet, 2019

### Naxos
- Robert Groslot - Concerto for Orchestra / Violin Concerto | Joanna Kurkowicz & Brussels Philharmonic ddiretti da Robert Groslot, 2018
- Robert Groslot - Concertos for Piano, Cello and Harp | Jan Michiels, Ilia Yourivitch Laporev, Eline Groslot & Brussels Philharmonic diretti da Robert Groslot, 2019
- Robert Groslot - The Intimacy of Distance | Charlotte Wajnberg & Brussels Philharmonic diretti da Robert Groslot, 2021

### Antarctica Records
- Robert Groslot - Concerto for Bass Guitar and Orchestra | Thomas Fiorini & Brussels Philharmonic diretti da Robert Groslot, 2022